# Wyspa Świętej Heleny, Wyspa Wniebowstąpienia i Tristan da Cunha na igrzyskach Wspólnoty Narodów
Reprezentacja Wysp Świętej Heleny, Wniebowstąpienia i Tristan da Cunha (do 2006 roku jako Święta Helena) zadebiutowała na igrzyskach Wspólnoty Narodów w 1982 roku na igrzyskach w Brisbane (Australia). Kolejny start miał miejsce szesnaście lat później, w 1998 roku, na igrzyskach w Kuala Lumpur (Malezja) i od tamtej pory reprezentacja we wszystkich organizowanych igrzyskach. Do tej pory nie zdobyła żadnych medali.

## Klasyfikacja medalowa
| Igrzyska          | Złoto | Srebro | Brąz | Razem |
| ----------------- | ----- | ------ | ---- | ----- |
| 1982 Brisbane     | 0     | 0      | 0    | 0     |
| 1998 Kuala Lumpur | 0     | 0      | 0    | 0     |
| 2002 Manchester   | 0     | 0      | 0    | 0     |
| 2006 Melbourne    | 0     | 0      | 0    | 0     |
| 2010 Nowe Delhi   | 0     | 0      | 0    | 0     |
| Razem             | 0     | 0      | 0    | 0     |